# محمد أمين كفتارو
الشيخ محمد أمين كفتارو النقشبندي الكردي الكرمي (1294 – 1357هـ = 1877 – 1938 م) عالمٌ فقيهٌ مفسرٌ.

## اسمه ولادته ونشأته
ولد محمد أمين كفتارو عام 1292 ه الموافق 1875م، في قرية كرمة من ناحية أومر من قضاء ماردين، على الحدود السورية التركية، وكان والده الملا موسى من علماء الأكراد المتمكنين. وقدِم والدُه دمشقَ عام 1294هـ حيث كانت دمشق ولا تزال محجَّاً يقصده العلماء والصالحون وطلاب العلم، فنزل الشيخ أمين في حي الأكراد على سفح جبل قاسيون قرب جامع أبي النور، ونذره أبوه للعلم الشرعي أسوةً بسائر النجباء من العائلة, مثال شقيقه الأكبر الشيخ محمد صالح كفتارو المتوفى عام 1935 ( حسب موسوعة الأسر الدمشقية لمحمد شريف الصواف ).

## مكانته العلمية
نذر الشيخ أمين حياته منذ نعومة أظفاره لطلب العلم، فأتقن اللغة والفقه والأصول والحديث والتفسير والتجويد وعلوم الآلة. واختاره سعيد باشا شيخاً لجامعه الذي بناه في حي الأكراد عام 1312 هـ تقريباً، وبدأ بتدريس العلوم الشرعية في جامع أبي النور.
وبعد زواجه الْتقى بشيخه في الطريقة النقشبندية الشيخ عيسى الكردي حيث أخلص في صحبته، فأجازه بالطريقة النقشبندية بتاريخ 14 ربيع الأول عام 1330 هـ ولازم مجالس الشيخ عيسى حتى وفاته عام 1331هـ. وقرأ عليه الفقه الشافعي. وبعد وفاة الشيخ عيسى لزم خليفته الشيخ أمين الزملكاني عند مقام خالد النقشبندي، وبقي كذلك حتى وفاة الشيخ الزملكاني عام 1348 هـ.
وعرف عنه عنايته بالفقه المقارن، وكان يدرس كتاب (بداية المجتهد ونهاية المقتصد) لابن رشد. وله رسالة في أن التعدد للجُمَع جائز.

## فكره ومنهجه
كان الشيخ أمين قد بدأ بتأسيس نواة إصلاحية قوامها العلم الشرعي والطريقة النقشبندية في جامع أبي النور. وبعد وفاة الشيخ الزملكاني تفرغ كلياً لرعاية جامع أبي النور ولمتابعة دعوته فيه.
وكان الشيخ أمين يدرك أنه يمثل خلية من خلايا جسد الدعوة الإسلامية، وأن قوة هذه الخلية وفاعليتها في مدى انسجامها وتفاعلها مع خلايا الجسد الأخرى، فقام بمهمة التربية الروحية وتزكية النفس واستقطب العديد من الناس.
وكانت طريقة الشيخ في الدعوة إلى الله تقوم على الحكمة والموعظة الحسنة، وإحياء القلب بذكر الله، وتزكية النفس التي أشار إليها ربنا سبحانه وتعالى بقوله: {قَدْ أَفْلَحَ مَنْ زَكَّاهَا} [الشمس: 9] وقد اعتبر أن التصوفَ والتربية الروحية القرآنية وسيلةٌ لا غاية، وأنه أسلوبٌ تربوي يساعد المسلم على تزكية النفس وتطهير القلب وتقوية الإرادة، فلذلك كان التصوفُ أحدَ المرتكزات الأساسية في تكوين مدرسة الشيخ الإسلامية الروحية الفكرية والقرآنية، انطلاقاً من متابعة النبي صلى الله عليه وسلم والتمسك بسنته والاقتداء بسيرته.
كما أخذ الشيخ محمد أمين على نفسه مهمة نبذ التعصب المذهبي الذي كان منتشراً في تلك الفترة.

## من تلاميذه
- ابنه وخليفته من بعده الشيخ أحمد كفتارو، المفتي العام السابق للجمهورية العربية السورية.
- الشيخ عبد الرؤوف الأسطواني، القاضي الشرعي الأول سابقاً في دمشق.
- الشيخ محمد بشير الباني، وكان مستشاراً لمحكمة النقض وخطيباً للجامع الأموي.
- الدكتور مدحت شيخ الأرض، السفير الأسبق للمملكة العربية السعودية في عدد من البلدان الأوربية ورئيس المركز الإسلامي في جنيف بسويسرا.
- الدكتور عارف صدقي الطرقجي، رئيس الطب الشرعي الأسبق في الجامعة السورية.

## المرجع
- كتاب: المرشد المجدد، لفضيلة الشيخ محمد بشير الباني.
- كتاب: تاريخ علماء دمشق في القرن الرابع عشر الهجري، لمحمد مطيع الحافظ، ونزار أباظة.
- كتاب: الشيخ محمد أمين كفتارو، لمحمد حبش.
- موقع مجمع الشيخ أحمد كفتارو الرسمي.